# Vilanova de la Muga
Vilanova de la Muga es una localidad española del municipio de Peralada, perteneciente a la provincia de Gerona, en la comunidad autónoma de Cataluña.

## Historia
Hacia mediados del siglo XIX, el lugar, por entonces cabeza de ayuntamiento, tenía contabilizada una población de 189 habitantes. Aparece descrito en el decimosexto volumen del Diccionario geográfico-estadístico-histórico de España y sus posesiones de Ultramar de Pascual Madoz de la siguiente manera:

VILANOVA DE LA MUGA: l. cab. de ayunt. que forma con Garriga, Marsá, Pradet, Puig, San Juan Sasclosas y Vallgornera, en la prov. y dióc. de Gerona (5 leg.), part. jud. de Figueras (1 1/4), aud. terr. y c. g. de Barcelona (24): sit. á la márg. izq. del r. Llobregat, frente á las confluencias del Fluviá y del Manol; goza de buena ventilacion y clima templado, aunque propenso á fiebres intermitentes, por su proximidad al estanque y pantanos de Castellon de Ampurias. Tiene unas 150 casas, y una igl. parr. (Sta. Eulalia) servida por un cura de ingreso, de provision real y del cabildo catedral de Gerona. El térm. confina con los de Puig Barutell, Marsá, Castellon de Ampurias y Vilasacra. El terreno es llano y pantanoso; le fertiliza el mencionado r. Llobregat, del cual se desprende una acequia que pasa por la pobl., y le cruza la carretera que de Gerona conduce á Rosas, y otros caminos locales. prod.: trigo, maiz, legumbres y vino; cria ganado, caza y pesca. pobl.: 37 vec., 189 alm. cap. prod.: 5.377,600 rs. imp.: 134,440.
(Madoz, 1850, p. 85)

En la actualidad pertenece al municipio de Peralada. En 2022, la entidad singular de población tenía empadronados 242 habitantes y el núcleo de población 187 habitantes.

## Demografía
| Gráfica de evolución demográfica de Vilanova de la Muga entre 1842 y 1970 |
| |
| Población de derecho según los censos de población del INE Población de hecho según los censos de población del INEEntre el censo de 1857 y el anterior, crece el término del municipio porque incorpora a Pedret y Marsá, Puiggarriga y San Juan Sasciosas Entre el censo de 1940 y el anterior, disminuye el término del municipio porque independiza a Pedret y Marsá Entre el censo de 1981 y el anterior, este municipio desaparece porque se integra en el municipio Perelada |

## Patrimonio
En la localidad hay una iglesia bajo la advocación de Santa Eulalia.